# أمريكيون يابانيون
الأمريكيون اليابانيون (بالإنجليزية:Japanese Americans) (باليابانية:日系米国人) ، وهي مجموعات عرقية آسيوية يسكنها اليابانيين في هونولولو وبالتحديد في جزيرة هاواي ، وولاية كاليفورنيا ونيويورك.

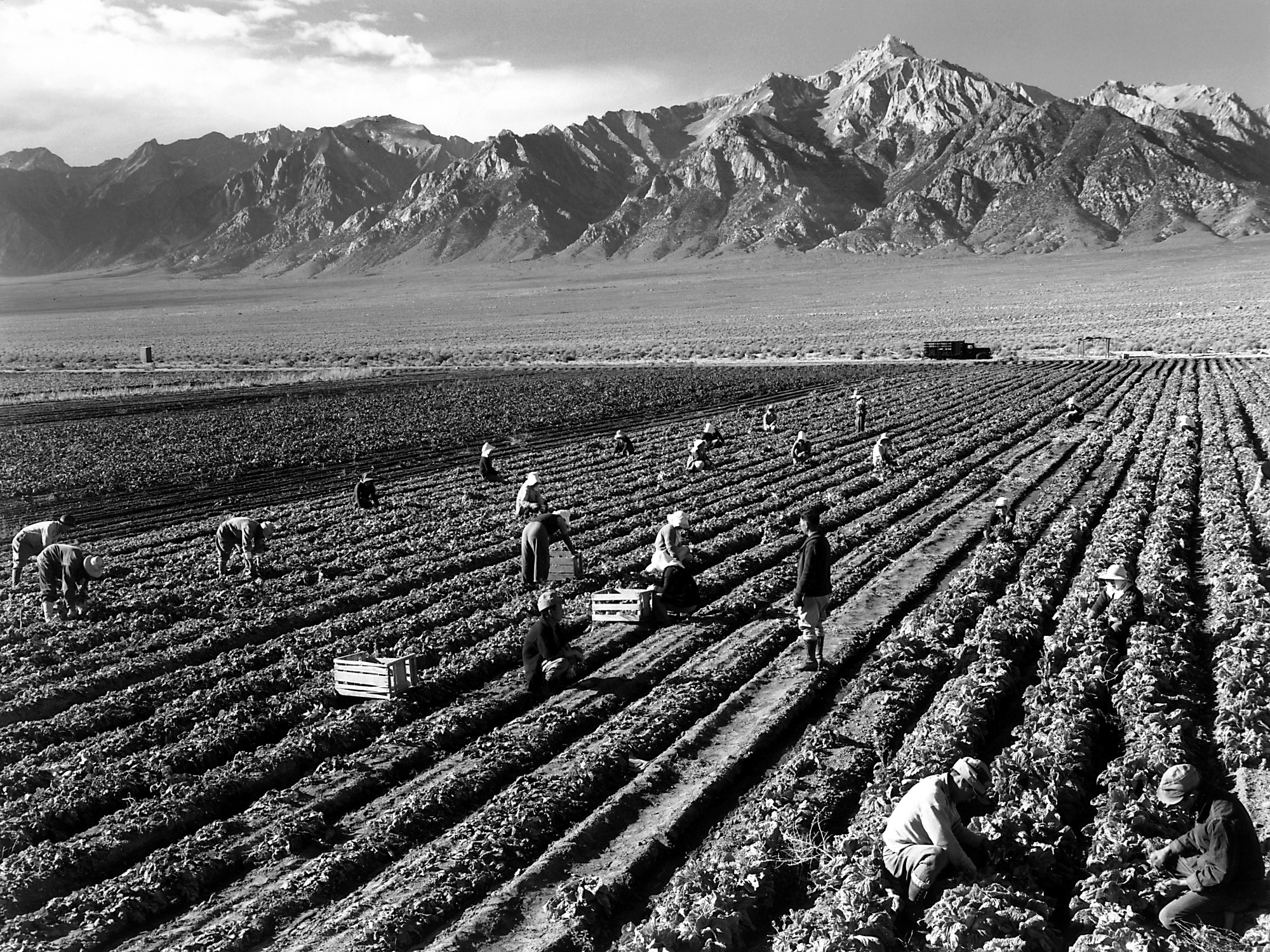
مزرعة تابعة لأحد المخيمات التي رحّل إليها اليابانيون قسريا أثناء الحرب العالمية

## عدد السكان
يقدر عدد الأمريكيين اليابانيين كالتالي:
- ولاية كاليفورينا: 394.896 ألف نسمة.
- جـزيـرة هـاواي: 296.674 ألف نسمة.
- واشـنـطـن دي سي: 56.210 ألف نسمة.
- نـيـويـورك: 27.702 ألف نسمة.
- إلينويس: 27.702 ألف نسمة.

## تاريخ الوجود الأمريكيين اليابانيين
حضر الجالية اليابانية إلى الأرض الأمريكية سنة 1882م، بعد فتح العلاقات بين الإمبراطورية اليابانية والولايات المتحدة، فسمح الهجرة اليابانية إلى خارج اليابان بعد أن عاش اليابانيون حصاراً طويلا داخل البلاد منذ قرون عدة.
وصل اليابانيين إلى الأرض الأمريكية عن طريق المحيط الهادئ ، في سنة 1868 استعرض اليابانيون عاداتهم وتقاليدهم مايعرف استعراش مييجي ، وفي سنة 1941م، قام السلطات الأمريكية بترحيل اليابانيين إلى البلاد بعد الهجوم على بيرل هاربر في اليوم السابع من ديسمبر، ونقل الأمريكيين اليابانيين في معسكر الاعتقال، واستمر ذلك خلال 4 سنوات حتى اعيد الأمريكيين اليابانيين إلى الحياة الطبيعية في أمريكا بعد استسلام اليابان.

## الـديـن
يعتنق الأمريكيون اليابانيون 3 أديان وهي: المسيحية والبوذية والشنتوية .

## التعليم
ألزم الأمريكيون اليابانيون لتعليم ابنائهم اللغة الإنجليزية برغم أن جذورهم اليابانية تلزم بتعليم أبناءهم للغة اليابانية تطبيقاًَ للقانون الأمريكي، كما يسمح لتدريس الأمريكيين اليابانيين وغيرهم التعليم للغة اليابانية.

## وصلات خارجية
- Japanese American National Museum
- Embassy of Japan in Washington, DC
- Japanese American Citizens League
- Japanese Cultural Center of Hawaii
- Japanese Cultural & Community Center of شمال كاليفورنيا
- Japanese American Community and Cultural Center of كاليفورنيا الجنوبية
- Japanese American Historical Society
- Densho: The Japanese American Legacy Project
- Japanese American Museum of سان هوزيه
- Japanese American Network
- Japanese-American's own companies in USA
- Japanese American Relocation Digital Archives
- Online Archive of the Japanese American Relocation during World War II
- Photo Exhibit of Japanese American community in Florida
- Nikkei Federation
- Discover Nikkei